# Lesznowola (Powiat Piaseczyński)
Lesznowola ist ein Dorf im Powiat Piaseczyński der Woiwodschaft Masowien in Polen. Es ist Sitz der gleichnamigen Landgemeinde mit 29.767 Einwohnern (Stand 31. Dezember 2020).

## Geographie
Lesznowola liegt ca. 36 km südlich von Warschau am Fluss Jeziorka.

## Geschichte
Die erste schriftliche Erwähnung von Lesznowola stammt aus dem Jahr 1471. 1497 überträgt Konrad III Rudy das Dorf an seine Frau Anna Radziwiłłówna. 1526 fiel das Dorf an die polnische Krone. Im Zuge der dritten polnischen Teilung fiel Lesznowola an Preußen. 1826 kam der Ort unter russische Herrschaft. 1838 entstanden durch die Abtrennung des Gutshofs vom Dorf Lesznowola drei neue Dörfer, Janczewicze, Nowa Wola und Iwiczna. Im Jahr 1848 hatte 1722 Einwohner, in diesem Jahr wird auch zum ersten Mal eine Gemeinde Lesznowola und eine Schule erwähnt. 1867 wurde die Gemeinde aufgelöst. 1923 nahm eine neue Einklassen Schule ihren Betrieb auf. Zwischen 1947 und 1955 wurde eine neue Schule im Dorf errichtet. 1973 wurde Lesznowola wieder eine Gemeinde.
Von 1975 bis 1998 gehörte das Dorf zur Woiwodschaft Warschau.

## Gemeinde
Zur Landgemeinde (gmina wiejska) Lesznowola mit einer Fläche von 69 km² gehören das Dorf selbst und 19 weitere Dörfer mit 21 Schulzenämtern (sołectwa).